# Triumphlied (Brahms)

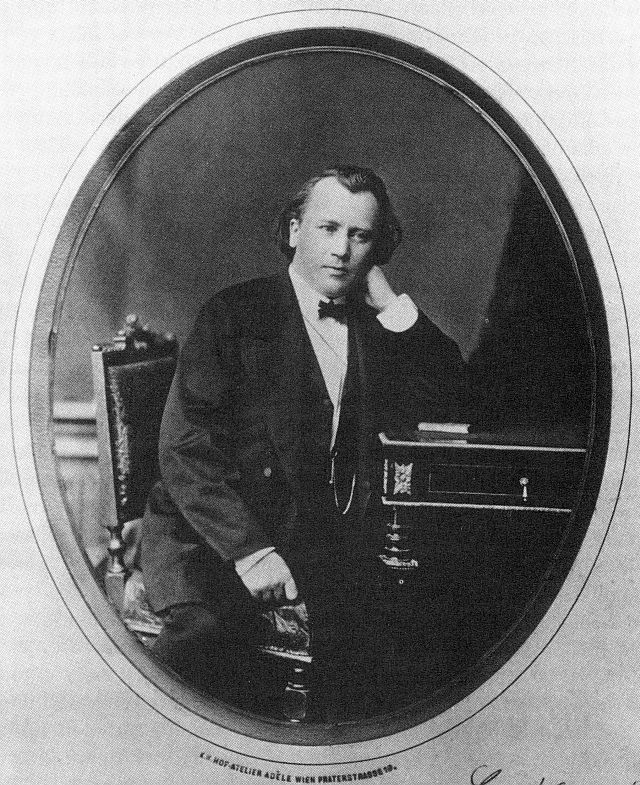
Johannes Brahms, um 1872

Das „Triumphlied“ op. 55 ist ein 1872 uraufgeführtes Werk für Baritonsolo, Chor und Orchester des deutschen Komponisten Johannes Brahms. Brahms komponierte das Werk anlässlich des deutschen Sieges im Krieg mit Frankreich 1870 und widmete es dem deutschen Kaiser Wilhelm I. Die Textgrundlage, der Offenbarung des Johannes entnommen, prophezeit den Untergang der Hure Babylon und wird hier bewusst in Umdeutung auf aktuelle Ereignisse eingesetzt. Patriotisch geprägt und zeitgebunden verschwand das „Triumphlied“ nach dem Ersten Weltkrieg trotz seiner musikalischen Qualitäten aus dem Repertoire. Es zählt heute zu den unbekanntesten Werken des Komponisten.

## Entstehung und zeitgeschichtliche Einordnung

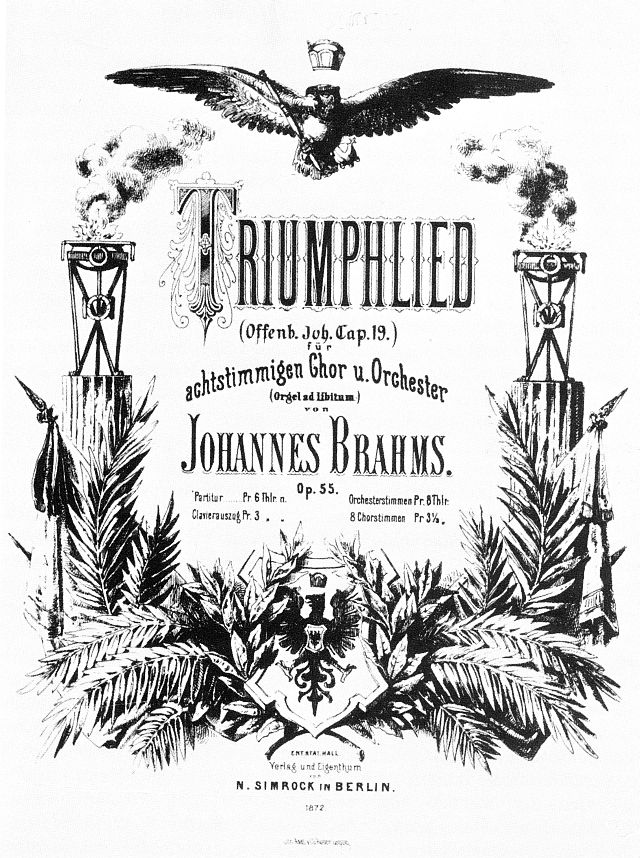
Titelblatt der Partitur des Triumphliedes

Brahms begann mit der Komposition des „Triumphliedes“ im Herbst 1870 unter dem Eindruck der deutschen Siege im Krieg mit Frankreich 1870, insbesondere bei der Schlacht von Sedan. Der erste Teil wurde nach der Kaiserproklamation gegen Ende Februar 1871 beendet. Die Sätze 2 und 3 komponierte Brahms in Lichtental bei Baden-Baden nach dem Friedensschluss im Sommer 1871. Der Erstdruck des „Triumphliedes“ erschien 1872 als Brahms’ op. 55 im Verlag N. Simrock in Berlin (damals von Fritz Simrock geleitet). Er trägt die Widmung „Seiner Majestät dem Deutschen Kaiser Wilhelm I. ehrfurchtsvoll zugeeignet vom Komponisten“. Ursprünglich hatte der Bismarck-Verehrer Brahms sogar geplant, das Werk Kaiser und Kanzler gemeinsam zu widmen. Die autographe Partitur ist im Besitz der Biblioteka Jagiellońska, Krakau. 1873 wurde – ebenfalls bei Simrock – ein Arrangement des Komponisten für Klavier vierhändig verlegt.
Das „Triumphlied“ von Johannes Brahms steht in der Musikgeschichte nicht isoliert. Auch andere namhafte zeitgenössische Komponisten schrieben aus Anlass des deutschen Sieges patriotische Werke, darunter Richard Wagner („Kaisermarsch“), Max Bruch („Das Lied vom deutschen Kaiser“ op. 37) oder August Klughardt („Die Grenzberichtigung“ für Männerchor op. 25). In diese Gruppe patriotischer Kompositionen der Gründerzeit zählen auch Werke wie Carl Reinthalers „Bismarckhymne“ op. 29 (1874), der „Verbrüderungsmarsch“ op. 287 von Johann Strauss (Sohn), der 1891 zum Geburtstag des Kaisers komponierte „Königs-Psalm“ op. 71 Heinrich von Herzogenbergs oder die 1893 entstandene Kantate „Helgoland“ von Anton Bruckner.

## Werkbeschreibung

### Besetzung und Aufführungsdauer
Das „Triumphlied“ ist für achtstimmigen Chor, Baritonsolo und Orchester gesetzt. Die Orchesterbesetzung umfasst 2 Flöten, 2 Oboen, 2 Klarinetten, 2 Fagotte, 1 Kontrafagott, 4 Hörner, 3 Trompeten, 3 Posaunen, Tuba, Pauken und Streicher. Ad libitum kann eine Orgel hinzutreten.
Die Aufführungsdauer beträgt etwa 22 bis 26 Minuten.

### Text und Musik
Den Text zum „Triumphlied“ hat Brahms dem 19. Kapitel aus der Offenbarung des Johannes entnommen. Dort wird der Triumph über die Zerstörung der Stadt „Babylon“ thematisiert, die hier als Sinnbild für Sündhaftigkeit und Feindschaft gegen Gott steht. Die Aussagen lassen sich jedoch unschwer im Sinne des deutschen Sieges über das Zweite Kaiserreich Frankreich umdeuten.
Das dreisätzige, monumental-feierlich angelegte Werk setzt den Typus der barocken Festkantate fort. Auf die barocke Praxis verweist auch der oft alternierend eingesetzte Doppelchor. Unverkennbar ist das Vorbild Händel, namentlich dessen von Brahms sehr geschätztes „Dettinger Te Deum“ (als Brahms 1872 die Leitung der Konzerte der Gesellschaft der Musikfreunde in Wien übernahm, setzte er dieses Werk auf das Programm der ersten Veranstaltung). Den Hintergrund bilden aber auch Bach'sche Kantatenchöre, etwa dessen doppelchöriges Kantatenfragment „Nun ist das Heil und die Kraft“ BWV 50.

#### 1. Satz (Lebhaft und feierlich)
Halleluja! Heil und Preis, Ehre und Kraft sei Gott unserm Herrn. Denn wahrhaftig und gerecht sind seine Gerichte. Halleluja!

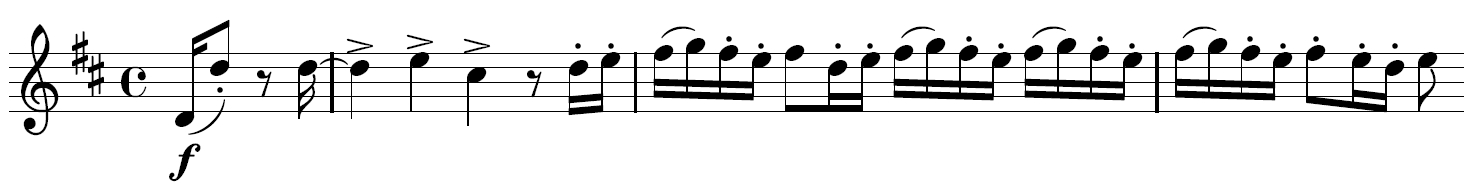
Beginn der Instrumentaleinleitung des 1. Satzes. Die mit Marcato-Zeichen versehenen Viertel (von den Streichern gespielt) entsprechen den ersten Noten von „Heil dir im Siegerkranz“, die Folgetöne verbergen sich in der (von den Holzbläsern gespielten) Fortspinnung.

Das Hauptthema des festlich-erregten Satzes, der in D-Dur mit einer kurzen Instrumentaleinleitung beginnt, ist eine motivische (und für den Hörer kaum unmittelbar erkennbare) Umspielung der Melodie „Heil dir im Siegerkranz“. Es wird in der Folge von Chor und Orchester polyphon durchgeführt, unterbrochen durch Halleluja-Einwürfe. Den wiederum in D-Dur stehenden Abschluss bildet ein mächtiges 8-stimmiges Halleluja. Brahms vertonte in diesem Satz zwar nur die ersten Worte von Vers 2 aus Kap. 19 der Offenbarung des Johannes (Offb 19,2 ) Denn wahrhaftig und gerecht sind seine Gerichte, die in diesem Kontext auf Paris umdeutbare drastische Fortsetzung des biblischen Textes daß er die große Hure verurteilet hat ist aber in einem Unisono-Instrumentalsatz (Takt 70/71) auskomponiert, was eine entsprechende handschriftliche Unterlegung im Brahms'schen Handexemplar der Partitur offenkundig macht.

#### 2. Satz (Mäßig belebt)
Lobet unsern Gott, alle seine Knechte, und die ihn fürchten, beide, Kleine und Große. Halleluja! Denn der allmächtige Gott hat das Reich eingenommen. Laßt uns freuen und fröhlich sein, und ihm die Ehre geben. (Offb 19,5 – 7 )
Der zweite, in sich selbst dreiteilige Satz des „Triumphliedes“ beginnt in G-Dur. Der Chor wird hier überwiegend antiphonisch, also in Form zweier respondierender Chöre zu je 4 Stimmen, eingesetzt. Der zweite Teil ist in engem Fugato geführt. Im dritten, durch Triolen dominierten Teil erklingt in den Bläsern verschleiert der Cantus firmus des Chorals „Nun danket alle Gott“. Der Satz verklingt ruhig in G-Dur.

#### 3. Satz (Lebhaft)
Und ich sahe den Himmel aufgetan. Und siehe, ein weißes Pferd, und der darauf saß, hieß: Treu und Wahrhaftig, und richtet und streitet mit Gerechtigkeit. Und er tritt die Kelter des Weins des grimmigen Zorns des allmächtigen Gottes. Und hat einen Namen geschrieben auf seinem Kleide, und auf seiner Hüfte, also: Ein König aller Könige, und ein Herr aller Herrn. Halleluja. Amen! (Offb 19,11 + 15 + 16 )
Nach wenigen Fortissimo-Schlägen des Orchesters übernimmt der nur in diesem Teil eingesetzte Bariton-Solist mit Und ich sahe den Himmel aufgetan die vokale Eröffnung des wiederum dreigliedrigen Satzes. Den prunkvollen Schluss bildet ein umfangreicher, kontrapunktisch reicher Halleluja-Doppelchor. Der Satz beginnt in d-Moll und endet in D-Dur.

## Uraufführung

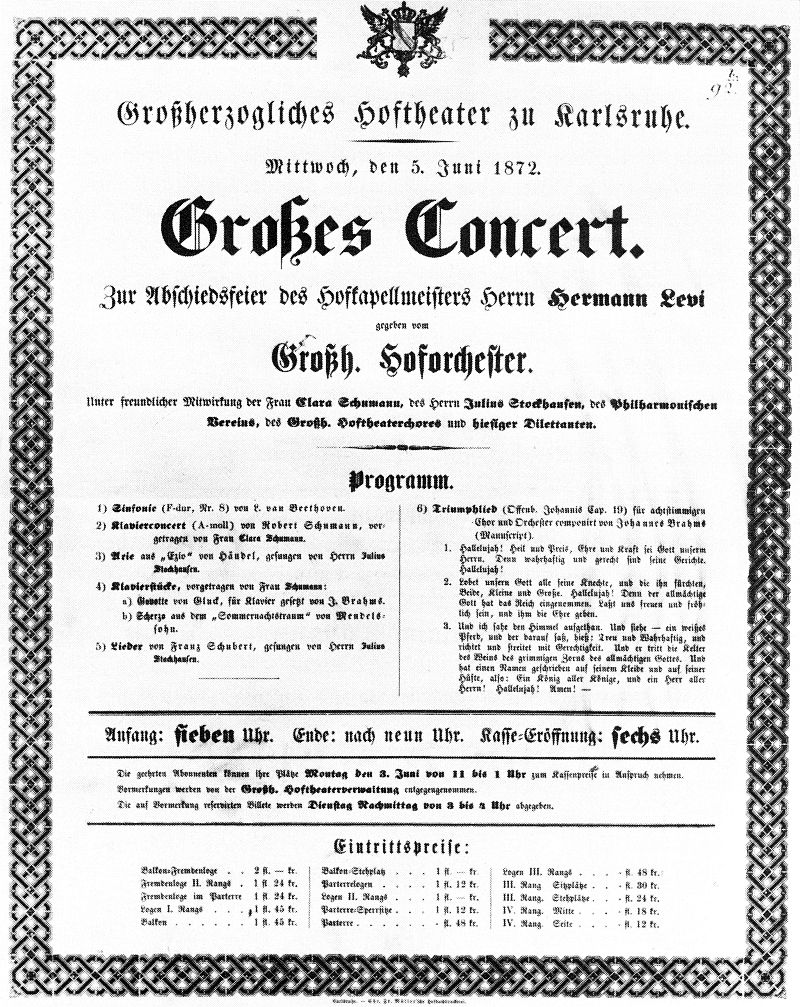
Programm der Uraufführung am 5. Juni 1872 in Karlsruhe

Die Uraufführung des 1. Teils erfolgte am 7. April 1871 anlässlich eines Karfreitagskonzerts „Zum Andenken an die im Kampfe Gefallenen“ im Bremer Dom unter Leitung des Komponisten im Anschluss an dessen „Deutsches Requiem“ (dirigiert von Carl Reinthaler). Die Weser-Zeitung bezeichnete danach den 1. Teil des „Triumphliedes“ als „echten Siegesgesang“, „eines großen Volkes würdig“.
Zur ersten vollständigen Aufführung kam das „Triumphlied“ am 5. Juni 1872 im Großherzoglichen Hoftheater Karlsruhe unter Leitung von Hermann Levi, zugleich dessen Abschiedskonzert. Den Beginn bildete Beethovens 8. Sinfonie, außerdem spielte Clara Schumann unter anderem das Klavierkonzert ihres Mannes. Am Schluss des Konzertes stand das „Triumphlied“, dirigiert aus dem Manuskript. Das Baritonsolo übernahm Julius Stockhausen.
Brahms war von der Uraufführung (trotz des relativ kleinen Chores) sehr angetan und schrieb am 9. Juni 1872 aus Lichtental an seinen Wiener Freund, den Chirurgen Theodor Billroth: „Ich habe wohl kaum je so sehr den Eindruck gehabt, daß jeder übervoll seine Schuldigkeit tue. Jeder sang und spielte, als ob von ihm allein das Ganze abhinge […]. So werde ich auch mein Lied, das doch auf größere Massen berechnet ist, doch nicht leicht mit mehr Vergnügen hören. Die Leute haben es wirklich gemacht wie unsere Soldaten in Frankreich, wo ja auch tausend an ihrem Platz, so gut wie sonst ihrer hunderttausend, das Beste leisteten. Das Stück trat einem so vortrefflich kühn und lebendig entgegen, ich konnte mich kaum verwundern, daß es derart zündete […].“
Clara Schumann notierte nach der Karlsruher Uraufführung: „Johannes' Triumphlied ist wohl das Tiefste und Großartigste was in dem Genre der Kirchenmusik seit Bach geschaffen worden ist.“

## Rezeption im 19. Jahrhundert
Innerhalb von zwei Jahren erlebte das „Triumphlied“ Aufführungen in Wien, Berlin, München, Leipzig und Zürich, denen zahlreiche weitere Aufführungen zu festlichen Gelegenheiten auch außerhalb Deutschlands folgten. Die über den deutschpatriotischen Bezug hinausgehende Wirkung des Werkes belegen etwa erfolgreiche Aufführungen des „Triumphliedes“ in der Schweiz. So dirigierte es Brahms selbst beim Zürcher Musikfest am 20. Oktober 1895 anlässlich der Feiern zur Einweihung der neuen Tonhalle. Dass der selbstkritische Brahms seinem Werk auch über 20 Jahre nach der Komposition positiv gegenüberstand, verdeutlicht ein Bericht seines Schweizer Freundes, des Dichters Joseph Victor Widmann: „Die freudige Genugtuung, die ihm die gelungene Aufführung bereitete, war so groß, daß er auf dem Heimweg aus dem Konzert selbst von dieser seiner Schöpfung zu sprechen begann, was bei ihm wunderselten vorkam. Er machte mich auf einzelnes darin aufmerksam und fragte mich unter anderem, ob ich es auch recht herausgehört hätte, wie im zweiten Chor bei der anklingenden Melodie "Nun danket alle Gott!" gleichsam mit allen Glocken Sieg geläutet werde, und ein festliches Tedeum über die Lande sich schwinge“.
Schon Musikwissenschaftler der wilhelminischen Zeit äußerten jedoch keine vorbehaltlose Zustimmung. 1892 schrieb der mit Brahms befreundete Bach-Biograph Philipp Spitta: „[…] nur eine Natur von Erz ist imstande, den kolossalen Aufbau dieses unvergleichlichen Monuments sympathetisch mitzuerleben und seine Wucht nicht vielmehr als Belastung zu empfinden.“ Heinrich Reimann schrieb 1897: „Wenn das Werk trotz des Aufgebotes grosser Chormassen und reicher instrumentaler Mittel, und trotz der ausserordentlichen Begeisterung, von der es getragen ist, dennoch nicht die verklärende erhabene Wirkung des Requiems hervorbringen kann, so liegt dies daran, dass es dem Werke etwas an Abwechselung gebricht.“

### Wagner und Nietzsche

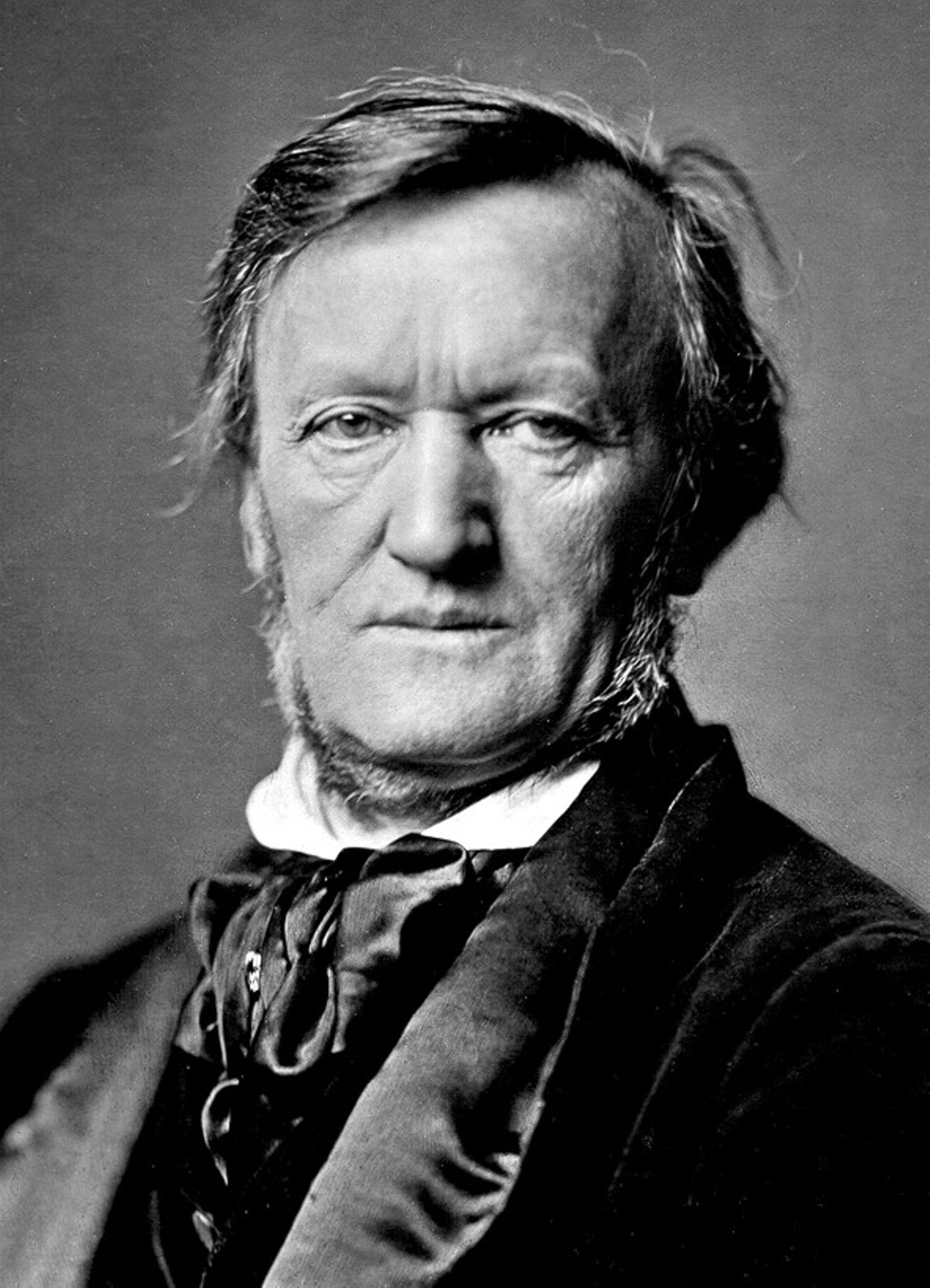
Richard Wagner, 1871

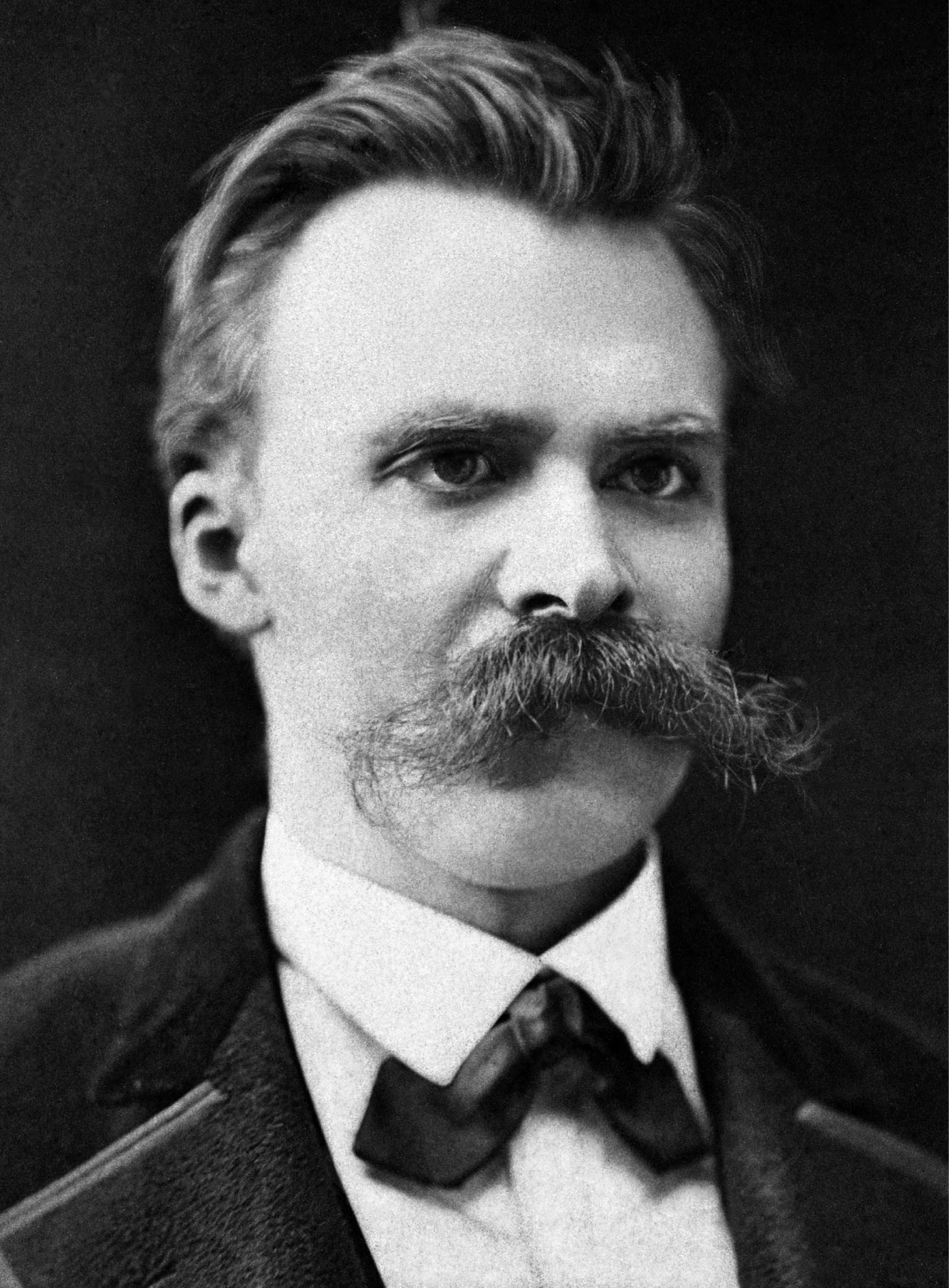
Friedrich Nietzsche, 1875

Eine spezielle Facette in der Rezeptionsgeschichte des Werkes ist die Tatsache, dass es zum Mitauslöser des Bruchs zwischen Friedrich Nietzsche und Richard Wagner wurde. Der Philosoph brachte Wagner, der Brahms in grundsätzlicher Antipathie gegenüberstand, die Partitur des Werkes. Am 6. August 1874 schrieb Cosima Wagner in ihr Tagebuch: „Unser Freund N. bringt das Triumphlied von Brahms. R. lacht laut auf, daß Musik auf das Wort ‚Gerechtigkeit‘ gemacht würde“. Zwei Tage später notierte sie: „Nachmittags spielen wir das Triumphlied von Brahms, großer Schrecken über die Dürftigkeit dieser uns selbst von Freund Nietzsche gerühmten Komposition, Händel, Mendelssohn und Schumann in Leder gewickelt […].“ Die Schwester des Philosophen, Elisabeth Förster-Nietzsche, berichtete: „Wir hatten im Frühling das ‚Triumphlied‘ von Brahms im herrlichen Münster von Basel gehört, das auf meinen Bruder einen großen Eindruck machte. Er nahm nun die Partitur zu diesem Triumphlied mit nach Bayreuth, - wie ich damals glaubte ahnungslos, dass Wagner dies vielleicht falsch auffassen könnte. Späterhin aber fand ich in meines Bruders Notizen folgende Aufzeichnung über Wagner: ‚Der Tyrann läßt keine andere Individualität gelten als die seinige und die seiner Vertrauten. Die Gefahr für Wagner ist groß, wenn er Brahms usw. nicht gelten läßt […]‘.“
Auch in einem späteren, häufig zitierten Angriff auf Brahms 1879 nahm Wagner offenkundig Bezug auf das „Triumphlied“: „Ich kenne berühmte Komponisten, die ihr bei Konzert-Maskeraden heute in der Larve des Bänkelsängers, morgen mit der Halleluja-Perücke Händels, ein anderes Mal als jüdischen Csardas-Aufspieler, und dann wieder als grundgediegenen Symphonisten […] antreffen könnt.“

## Rezeption nach dem Ersten Weltkrieg
Nach den Ereignissen des Ersten Weltkrieges und dem Ende des deutschen Kaiserreiches fand das „Triumphlied“ kein Interesse mehr und geriet nicht nur in Vergessenheit, sondern wurde sogar bewusst vermieden. Daran änderte sich auch in der Zeit des Nationalsozialismus mit ihrer Präferenz für das Werk von Wagner und Bruckner gegenüber Brahms nichts. Biographen und Musikwissenschaftler im 20. Jahrhundert erkennen zumeist die musikalischen Qualitäten des Werkes an, verweisen zuweilen auf eine (zu) große Händelnähe und zeigen mehr oder weniger deutliches Unbehagen wegen „recht gewaltsamer Umdeutung“ von Bibelworten auf politische Ereignisse. Tatsächlich hat Brahms seinen Franzosenhass, den er um 1870/71 mit vielen Intellektuellen teilte, kompositorisch befriedigt, indem er eine Zeile aus der Apokalypse, die dort auf Babylon gemünzt ist, nun auf Paris bezog: "daß er die große Hure verurtheilet hat" (Offenbarung 19,1).
Die erste Einspielung des „Triumphliedes“ auf Schallplatte wurde erst 1983 im Zuge einer Gesamtaufnahme des Brahms'schen Œuvres zu dessen 150. Geburtstag veröffentlicht. Auch derzeit (Stand 2009) sind nur wenige Aufnahmen verfügbar (unter den Dirigenten Michel Plasson bei EMI, Gerd Albrecht beim Label Chandos sowie Giuseppe Sinopoli bei DGG; beim Label Naxos liegt eine Einspielung der vierhändigen Klavierfassung mit Silke-Thora Matthies und Christian Köhn vor). Konzertaufführungen genießen großen Seltenheitswert. Beispielhaft dafür verzeichnet eine Aufführungsliste der Gesellschaft der Musikfreunde in Wien folgende Aufführungsdaten: 1872, 1887, 1895, 1898, 1905, 1910 und 1983.
Anlässlich des 100. Jahrestages des Waffenstillstands von Compiègne (1918) gab es in der Sankt Johannis Kirche Würzburg eine Aufführung durch den Oratorienchor Würzburg.

## Fund der Urfassung des Kopfsatzes 2012
2012 hat Katrin Bock bei der Arbeit an ihrer Dissertation im Notenarchiv der Philharmonischen Gesellschaft Bremen Aufführungsmaterial der Uraufführung des Kopfsatzes von 1871 wiederentdeckt. Es belegt, dass Brahms in der 1872 gedruckten Endfassung erhebliche Änderungen vorgenommen hat, die nicht nur die Tonart (in der Urfassung C-Dur), sondern auch Notentext und Besetzung betreffen. So wurden zum Beispiel in der D-Dur Fassung noch Kontrafagott und Tuba hinzugefügt, um die Bässe zu unterstützen. Insgesamt gibt es mehr als 300 Abweichungen zur D-Dur-Fassung.

Der Brahmsforschung erlaubt dies neue Einblicke in den Schaffensprozess des Komponisten, der Skizzen und Urfassungen seiner Werke fast stets vernichtet hat.